# Lucas Chevalier
Lucas Chevalier (* 6. November 2001 in Calais) ist ein französischer Fußballtorwart, der bei Paris Saint-Germain in der Ligue 1 spielt.

## Karriere

### Verein
Chevalier begann seine fußballerische Ausbildung 2008 beim SC Coquelles, ehe er im Sommer 2010 zur AS Marck wechselte. Vier Jahre später, im Jahr 2014 unterschrieb er in der Jugendakademie des OSC Lille. Dort kam er seit 2018 regelmäßig für die viertklassige zweite Mannschaft zum Einsatz. In der Saison 2017/18 stand er dort zweimal im Kader. Die Saison darauf war er im Zweitteam schon gesetzt und kam in 19 Spielen zum Einsatz. 2019/20 bestritt er 17 Viertligaspiele und zudem sieben Spiele für die U19-Mannschaft in der UEFA Youth League. In der Saison 2021/22 war er bereits zweiter Torwart für die erste Mannschaft und stand sowohl in der Liga, im Pokal, als auch in der Europa League regelmäßig im Kader. Sein Team gewann die französische Meisterschaft, ohne dass Chevalier ein Spiel spielte. Für die gesamte Saison 2021/22 wurde er an den Zweitligisten FC Valenciennes verliehen. Nach einer kleinen Verletzung debütierte Chevalier am achten Spieltag bei einem 1:1-Unentschieden gegen den FC Pau im Profibereich für seinen Leihverein. Bis auf eine kurzweilige Corona-Erkrankung spielte er im Anschluss jedes Spiel und stand in 30 Partien im Tor, wobei er 35 Gegentore bekam und neunmal „zu Null“ spielte. Nach seiner Rückkehr war er an den ersten Spieltagen jedoch weiterhin zweite Wahl hinter Léo Jardim. Am siebten Spieltag stand er gegen Olympique Marseille, als sein Team 1:2 verlor, jedoch das erste Mal in der Ligue 1 auf dem Platz. Ende Januar 2023 verlängerte er daraufhin seinen Vertrag bis Juni 2027.
Am 9. August 2025 gab Paris Saint-Germain die Verpflichtung von Chevalier bekannt, der dort einen Vertrag bis 2030 unterschrieb.

### Nationalmannschaft
Chevalier durchlief ab 2017 die Juniorenauswahlen des französischen Fußballverbands und bestritt Länderspiele mit der U16, U18 und U20. Im März 2022 stand er erstmals im Kader der U21-Nationalmannschaft und debütierte dort schließlich Mitte November 2022 in einem Freundschaftsspiel gegen Norwegen. Mit der Mannschaft nahm er 2023 als Stammtorhüter an der U21-Europameisterschaft teil, bei der das Team im Viertelfinale gegen die Ukraine ausschied.

## Titel
Verein
- UEFA-Super-Cup-Sieger: 2025 (Paris Saint-Germain)

Individuell
- Torhüter des Jahres der Ligue 1: 2025